# يو إف سي 285
يو إف سي 285: جونز ضد غان (بالإنجليزية: UFC 285: Jones vs Gane)‏ هو حدث لفنون القتال المختلطة نظمته يو إف سي، سيُقام في 4 مارس 2023 في تي موبايل أرينا في بارادايس، جزء من منطقة وادي لاس فيغاس، الولايات المتحدة.

## الخلفية
بطولة يو إف سي للوزن الثقيل من المتوقع أن يتصدر الحدث بطل بطولة يو إف سي للوزن الثقيل الخفيف السابق مرتين جون جونز والبطل المؤقت السابق سيريل غان. تم تجريد البطل السابق فرانسيس نغانو من اللقب وتم تحريره من الدفاع عن لقبه بسبب نزاعات على العقد.
ومن المتوقع أن تقام مباراة بطولة يو إف سي للسيدات في وزن الذبابة بين البطلة الحالية فالنتينا شيفتشينكو وأليكسا جراسو في هذا الحدث.
ومن المتوقع أن يقام نزال في وزن القشة للسيدات بين جيسيكا بين وتاباتا ريتشي في هذا الحدث. كان من المقرر مسبقًا أن يجتمعوا في يو إف سي فايت نايت: ديرن ضد يان ولكن تم إلغاء النزال عندما انسحب بين بسبب المرض.
ومن المتوقع أن يقام نزال في وزن الوسط بين جيف نيل وشوكت رحمانوف في هذا الحدث. كان من المتوقع سابقًا أن يجتمعوا في يو إف سي فايت نايت: إيمافوف ضد جاستيلوم لكن نيل انسحب بسبب الإصابة.
ومن المتوقع أن يجري نزال في الوزن المتوسط بين الوافد الجديد بو نيكال وجيمي بيكيت في هذا الحدث. كان من المتوقع في السابق أن يجتمعوا في يو إف سي 282 لكن نيكال انسحب بسبب الإصابة.
كان من المتوقع أن يتم نزال في وزن الديك بين بطل يو إف سي لوزن الديك السابق كودي جاربرانت وجوليو آرس في هذا الحدث. ومع ذلك، انسحب آرس في أواخر يناير بسبب إصابة في الركبة وحل محله تريفين جونز.
كان من المقرر إقامة نزال في الوزن الخفيف بين جالين تورنر ودان هوكر في هذا الحدث. ومع ذلك، أُجبر هوكر على الانسحاب من الحدث بسبب إصابة في اليد. تم استبداله ببطل كي أس دبليو لوزن الريشة والوزن الخفيف السابق ماتيوز غامروت.
تم تحديد مباراة الوزن الخفيف بين كامويلا كيرك وإستيبان ريبوفيتش في هذا الحدث. ومع ذلك، انسحب كيرك من الحدث لأسباب غير معلنة وحل محله لويك رادزابوف.
أيضًا في الوزن الإضافي، كان وزن لومانا مارتينيز يبلغ 137 رطلاً، أي رطل واحد فوق حد القتال غير المسموح به. من المتوقع أن تستمر مباراته في الوزن مع تغريم مارتينيز 30% من محفظته، والتي ستذهب إلى خصمه كاميرون سايمان.

## بطاقة القتال
1. ↑  على لقب بطولة يو إف سي للوزن الثقيل.
2. ↑  على لقب بطولة يو إف سي لوزن الذبابة للسيدات.

المصدر: 